# Eurytetranychoides japonicus
Eurytetranychoides japonicus är en spindeldjursart som först beskrevs av Ehara 1980.  Eurytetranychoides japonicus ingår i släktet Eurytetranychoides och familjen Tetranychidae. Inga underarter finns listade i Catalogue of Life.